# Henri Logeman
Henri Logeman (Haarlem, 26 februari 1862 - Sleidinge, 27 januari 1936), ook wel Henry of Hendrik, was een Nederlands taalkundige, literair-historicus en hoogleraar.

## Leven
Henri Logeman werd op 26 februari 1862 geboren in Haarlem als zoon van Wilhelmus Martinus Logeman, leraar en directeur van Teylers Tweede Genootschap, en van Antje Mijnders. Zijn broer was Willem Hogeman, hoogleraar en filoloog in Kaapstad. Hij trouwde op 11 april 1889 met Dina van der Willigen. Na zijn studies aan het gymnasium in 1880 ging Logeman een jaar les geven in het Frans, Duits, Latijn en Grieks in een privé-school in Rock Ferry te Liverpool. In september 1881 schreef hij zich in aan de Universiteit Utrecht voor een Nederlandse taal-en letterkunde opleiding die hij combineerde met een opleiding Engels in Oxford en Londen. Op 25 oktober 1888 werd Logeman benoemd tot docent Engels aan de Hogere Normaalafdeling bij de faculteit Letteren en Wijsbegeerte van de Universiteit Gent. Twee jaar later werd hij bevorderd tot extraordinarius, maar in 1896 terug tot ordinarius. In 1902 bezocht hij Noorwegen, dat een grote impact had op zijn werk. Tijdens de Eerste Wereldoorlog werd Logemans academische bedrijvigheid stilgelegd. In 1925 was zijn echtgenote overleden en in 1929 was hij zo vaak zelf ziek dat hij zijn academische activiteiten grotendeels stopzette. Hij stierf een paar weken voor zijn 74ste verjaardag.

## Werken
Een aantal van zijn werken zijn:
- 16-Tallet hos Holberg, Kopenhagen, 1928
- Another three notes on Peer Gynt, 1914
- De beste uitspraak, 1902
- Biologie und Philologie, Heidelberg, 1911
- Boekbesprekingen
- Bøigens opringdelse, Kopenhagen, 1915
- The "caprices" in Henrik Ibsen's Peer Gynt, Kopenhagen
- A commentary, critical and explanatory on the Norwegian text of Henrik Ibsen's Peer Gynt: its language, literary associations and folklore, Den Haag, 1917
- Deens en Noors, Amsterdam, 1920
- Elckerlijk, a fifteenth century Dutch morality (presumably by Petrus Dorlandus), and Everyman, a nearly contemporary translation: a contribution to the history of the literary relations of Holland and England, Gent, 1892
- Elckerlyc-Everyman: de vraag naar de prioriteit opnieuw onderzocht, Gent, 1902
- The English Faust-book of 1592, Gent, 1900
- L'enseignement des langues modernes question de méthode, Gent, 1902
- Etymologie en classicisme, Sleidinge, 1926
- The etymology of french matelot, du. and German matro(o)s, Leuven, 1932
- The etymology of the name Belgium, 1928
- The etymology of the name Beojuine, 1928
- The etymology of "yankee", Minneapolis
- Faustus-notes: a supplement to the commentaries on Marlowe's Tragicall history of D. Faustus, Gent, 1898
- Filologiese toekomstmuziek: fouten bij het universitair taalonderwijs, Brugge, 1932
- Goede raad: [opdr.:] Aan de Vlamingen, Amsterdam, 1911
- De goudmaker: blijpspel, Gent, 1925
- Holbergiana
- L'inscription anglo-saxonne du reliquaire de la Vraie Croix au trésor de l'Eglise des SS. Michel-et-Gudule à Bruxelles, Brussel, 1891
- L'inscription anglo-saxonne du reliquaire de la vraie croix au trésor de l'église des SS Michel et Gudule à Bruxelles, Gent, 1891
- Kampsingen, Gent, 1920
- Karl Elze, Grundrisse der englishen Philologie, 1887
- Klanken en klanksymbolen
- Low-Dutch elements in English, 1928
- Miscellaneous notes: to set spell on end, Londen, 1906
- Miscellen aus einer Ghenter Handschrift
- The name of Christopher Marlow's murderer, 1914
- Nasaalvokalen in het Nederlands, Utrecht, 1905
- Nederlandse elementen in de Skandinaviese talen, Brussel, 1927
- Nederlandse Holberg-vertalingen en bewerkingen, ’s-Gravenhage, 1922
- Het Negechollands der Deense Antillen: bijdrage tot de geschiedenis der Nederlandse taal in Amerika,  1905
- New Aldhelm glosses, 1889
- Een nieuw woord, 's-Gravenhage, 1893
- Noget ustyggelig stygat, 's-Gravenhage
- Noorse sprookjes, 1923
- Norwegian "berive", Kopenhagen, 1930
- A Norwegian dialect, Leuven, 1926
- On some cases of Scandinavian influence in English, Braunschweig
- Openlucht museums, 1918
- Oude en nieuwe straatroepen, Antwerpen
- Over spelling en verbuiging, Amsterdam, 1900
- Peer Gynt vóór Ibsen
- Een raadsel in de Nederlandsche Holberg-bibliografie, 's-Gravenhage, 1922
- De ridderromantiek der Franse en Duitse middeleeuwen, Utrecht, 1919
- De Romeinse katakomben te Valkenburg, 1918
- The rule of St. Benet: Latin and Anglo-Saxon interlinear version, Utrecht, 1888
- “Some notes on "Romeo and Julia", Den Haag
- Spikkelasi, Kopenhagen, 1924
- Sprogforholdene i Norge, 1909
- Den store Bøigen, Kopenhagen
- De studie der moderne Skandinaviese talen, Gent, 1922
- De taaltoestanden in Noorwegen, 1907
- Tachentig, niemendal, borendevol, Leiden, 1904
- Tenuis en media: over de stemverhouding bij konsonanten in moderne talen, met een aanhangsel over de fonetiese verklaring der Wetten van Verner en Grimm,Gent, 1908
- The semasiolgy of some verbs of motion and the etymology of Dutch "langwerpig", Leuven, 1925
- Tilbake til Ibsen, 1914
- Tre Hollandske laanord i Norsk
- Twee Ibsen-studies
- Tweeklanken: uit het fonetiese onderbewustzijn, 1926
- Udtalen af svensk v, Helsingfors, 1924
- Uit en over Denemarken, Amsterdam, 1924
- De v. en de w. in het Nederlands, 1908
- Van den thien esels, 's-Gravenhage, 1892
- Van een nieuw woord en van een ... toelatingsexamen, Sleyidingen, 1931
- Een veelzijdig Noorman dr. Thorleif Schelderujs-Ebbe, 1924
- William Shakespeare: The merchant of Venice, Leipzig, 1902
- A world-language, 1928